# Peter Vogt (Politiker, 1897)

Peter Vogt

Peter Vogt (* 15. Juni 1897 in Herischdorf, Landkreis Hirschberg im Riesengebirge, Provinz Schlesien; † 11. Juli 1941 in der Sowjetunion) war ein deutscher Politiker (NSDAP) und SA-Brigadeführer.

## Leben und Wirken
Nach dem Besuch des Gymnasiums in Brieg und der Landesschule Pforta, Wohlau, trat Vogt als aktiver Offizier in das 6. Thüringische Infanterie-Regiment Nr. 95 ein. Während des Ersten Weltkrieges gehörte er dem Reserve-Infanterie-Bataillon 21 und dem 6. Thüringischen Infanterie-Regiment Nr. 95 an. Außerdem wurde er mit dem Eisernen Kreuz beider Klassen, dem Ritterkreuz des Königlichen Hausordens von Hohenzollern mit Schwertern, dem Verwundetenabzeichen und anderen Auszeichnungen geehrt.
Nach dem Krieg gehörte Vogt verschiedenen Freikorps an. Anschließend verdiente er seinen Lebensunterhalt als Kaufmann. Am 21. Oktober 1923 nahm Vogt am Küstriner Putsch teil, weswegen er vom Sondergericht Kottbus zu sechs Monaten Haft verurteilt wurde. Trotzdem war es ihm möglich, sich im November 1923 am Hitler-Ludendorff-Putsch zu beteiligen.
1931 schloss Vogt sich erneut der NSDAP an. Im Frühjahr 1931 übernahm er Aufgaben als Führer im militärischen Arm der NS-Bewegung, der SA. In der SA bekleidete er zunächst den Posten des Adjutanten der SA-Gruppe Ost. Im Juli 1931 übernahm er die Führung des Gausturmes Pommern sowie in Personalunion die Stellung des Stabsführers der SA-Gruppe Ost. Im Juli 1932 wurde Vogt in den Stab der SA-Gruppe Sachsen versetzt. Ab September 1933 war er Führer der SA-Brigade 34 in Chemnitz und später der SA-Brigade 82 in Amberg. Im Januar 1938 wurde Vogt zum Stabsführer der SA-Gruppe Niedersachsen ernannt, ein Posten, den er bis zu seinem Tod beibehielt. Seinen höchsten Rang in der SA erreichte er mit der Beförderung zum SA-Brigadeführer am 1. Juli 1933.
Von November 1933 bis zum März 1936 gehörte Vogt außerdem dem nationalsozialistischen Reichstag als Abgeordneter für den Wahlkreis 30 (Chemnitz-Zwickau) an. In seiner Funktion als SA-Oberführer in Amberg, mit Dienstsitz Am Anschuß 4, kandidierte er bei der Reichstagswahl am 29. März 1936 erneut, erhielt aber diesmal kein Mandat.
Vogt starb im Juli 1941 während des Zweiten Weltkriegs als Hauptmann und Kompaniechef eines Panzerregiments beim deutschen Angriff auf die Sowjetunion.